# جوزف اشنایدر (ورزشکار)
جوزف اشنایدر (انگلیسی: Josef Schneider؛ ۵ مارس ۱۸۹۱ – may 1966) قایقران روئینگ اهل سوئیس بود.
وی در مسابقات کشوری و بین‌المللی در مجموع برندهٔ ۲ مدال طلا، ۱ مدال نقره، ۱ مدال برنز شده‌است.